# 吾愛吾詩
是一部於2018年上映，並由美國、英國、加拿大及以色列聯合製作的教育議題心理驚悚懸疑劇情片，由莎拉·寇拉潔洛自編自導，主演包括瑪姬·葛倫霍及帕克·塞瓦克。本片改編自2014年的以色列同名電影。故事講述一名毫無創作詩詞天賦的女教師因一次偶然看見一名男孩在念詩，在看見男孩的天賦異稟後，為了自己及他人的期望而偷偷帶走男孩，並押上自己的事業、家庭和自由展開超越教育底線的培育旅程。
本片的好評大部分也集中在瑪姬·葛倫霍及帕克·塞瓦克兩位主角的進步演技及出色的驚悚氣氛。本片最先於2018年1月19日的日舞影展首映。其後亦於2018年9月6日在多倫多國際影展上展出，並定於2018年10月12日在美國作有限上映。

## 外部連結
- 豆瓣电影上《吾愛吾詩》的資料 （简体中文）
- 互联网电影数据库（IMDb）上《吾愛吾詩》的资料（英文）